# Hipopoda

Hipopoda (rojo) dada como podaria de una elipse (negro). La ecuación de la hipopoda es 4x^{2}+y^{2}=(x^{2}+y^{2})^{2}.

En geometría, una hipopoda (del griego antiguo ἱπποπέδη, vínculo para inmovilizar las patas de un caballo) es un curva plana determinada por una ecuación de la forma
{\displaystyle (x^{2}+y^{2})^{2}=cx^{2}+dy^{2}},
donde se supone que c > 0 y que c > d, ya que los casos restantes se reducen a un solo punto o se pueden expresar en la forma dada mediante una rotación. Las hipopodas son curvas algebraicas racionales bicirculares de grado 4, simétricas con respecto a los ejes x e y.

## Casos especiales
- Cuando d > 0, la curva tiene una forma ovalada y se conoce a menudo como óvalo de Booth.
- Cuando d < 0, la curva se asemeja a una figura con forma de ocho, o lemniscata, y en ocasiones se denomina lemniscata de Booth  (ambas en referencia al matemático del siglo XIX James Booth, que estudió estas curvas).
- Las hipopodas también fueron investigadas por Proclo (por lo que a veces también se las llama Hipopodas de Proclo) y Eudoxo. Para d = −c, la hipopoda se corresponde con la lemniscata de Bernoulli.

## Definición como secciones espíricas

Hipopodas con a = 1, b = 0.1, 0.2, 0.5, 1.0, 1.5, y 2.0.

Hipopodas con b = 1, a = 0.1, 0.2, 0.5, 1.0, 1.5, y 2.0.

Las hipopodas se pueden definir como la curva formada por la intersección de un toro y un plano, donde el plano es paralelo al eje del toro y tangente a él en el círculo interior. Por lo tanto, es un spira de Perseo que a su vez es un tipo de sección tórica.
Si se gira un círculo con radio a alrededor de un eje a la distancia b desde su centro, entonces la ecuación de la hipopoda resultante en coordenadas polares es
{\displaystyle r^{2}=4b(a-b\operatorname {sen} ^{2}\theta )}
o en coordenadas cartesianas
{\displaystyle (x^{2}+y^{2})^{2}+4b(b-a)(x^{2}+y^{2})=4b^{2}x^{2}}.
Debe tenerse en cuenta que cuando a > b, el toro se interseca a sí mismo, por lo que no se parece a la imagen habitual de un toro.